# 100 metros livre
100 metros livre é uma modalidade de natação de estilo livre, pode ser executada em qualquer estilo. Sendo mais executada pelo crawl por ser o mais rápido.
Esta modalidade foi uma das primeiras provas olímpicas de natação disputadas por senhoras, nos Jogos de 1912 em Estocolmo. A primeira campeã foi a australiana Funny Durak, que teve de pagar todas as suas despesas do seu próprio bolso.
É considerada a prova mais nobre e importante da natação, já que o estilo livre é o mais praticado, e os 100 metros foram, por muito tempo, a distância mais curta disputada nas Olimpíadas, o que dava ao seu recordista o título de "nadador mais rápido do mundo".

## Recordes mundiais masculinos

### Piscina longa (50 m)
| Tempo  | Nadador                   | Data                    | Ref.        |
| ------ | ------------------------- | ----------------------- | ----------- |
| 1:05.8 | Zoltán Halmay             | 3 de dezembro de 1905   | [ 1 ]       |
| 1:05.6 | Charles Daniels           | 20 de julho de 1908     | [ 1 ]       |
| 1:02.8 | Charles Daniels           | 15 de abril de 1910     | [ 1 ]       |
| 1:02.4 | Kurt Bretting             | 6 de abril de 1912      | [ 1 ]       |
| 1:01.6 | Duke Kahanamoku           | 20 de julho de 1912     | [ 1 ]       |
| 1:01.4 | Duke Kahanamoku           | 9 de agosto de 1918     | [ 1 ]       |
| 1:00.4 | Duke Kahanamoku           | 24 de agosto de 1920    | [ 1 ]       |
| 58.6   | Johnny Weissmuller        | 19 de julho de 1922     | [ 1 ]       |
| 57.4   | Johnny Weissmuller        | 17 de fevereiro de 1924 | [ 1 ]       |
| 56.8   | Peter Fick                | 2 de março de 1934      | [ 1 ]       |
| 56.6   | Peter Fick                | 5 de março de 1935      | [ 1 ]       |
| 56.4   | Peter Fick                | 11 de fevereiro de 1936 | [ 1 ]       |
| 55.9   | Alan Ford                 | 13 de abril de 1944     | [ 1 ]       |
| 55.8   | Alex Jany                 | 15 de setembro de 1947  | [ 1 ]       |
| 55.4   | Alan Ford                 | 29 de junho de 1948     | [ 1 ]       |
| 54.8   | Dick Cleverland           | 1 de abril de 1954      | [ 1 ]       |
| 55.4   | Jon Henricks              | 30 de novembro de 1956  | [ 1 ]       |
| 55.2   | John Devitt               | 19 de janeiro de 1957   | [ 1 ]       |
| 54.6   | John Devitt               | 28 de janeiro de 1957   | [ 1 ]       |
| 54.4   | Stephen Clark             | 18 de agosto de 1961    | [ 1 ]       |
| 53.6   | Manuel dos Santos         | 20 de setembro de 1961  | [ 1 ]       |
| 52.9   | Alain Gottvallès          | 13 de setembro de 1964  | [ 1 ]       |
| 52.9   | Stephen Clark             | 14 de outubro de 1964   | [ 1 ]       |
| 52.6   | Ken Walsh                 | 27 de julho de 1967     | [ 1 ]       |
| 52.6   | Zachary Zorn              | 2 de setembro de 1968   | [ 1 ]       |
| 52.2   | Michael Wenden            | 19 de outubro de 1968   | [ 1 ]       |
| 51.94  | Mark Spitz                | 23 de agosto de 1970    | [ 1 ]       |
| 51.47  | Mark Spitz                | 5 de agosto de 1972     | [ 1 ]       |
| 51.22  | Mark Spitz                | 3 de setembro de 1972   | [ 1 ]       |
| 51.12  | Jim Montgomery            | 21 de junho de 1975     | [ 1 ]       |
| 51.11  | Andy Coan                 | 3 de agosto de 1975     | [ 1 ]       |
| 50.59  | Jim Montgomery            | 23 de agosto de 1975    | [ 1 ]       |
| 50.39  | Jim Montgomery            | 24 de julho de 1976     | [ 1 ]       |
| 49.99  | Jim Montgomery            | 25 de julho de 1976     | [ 1 ]       |
| 49.44  | Jonty Skinner             | 14 de agosto de 1976    | [ 1 ]       |
| 49.36  | Rowdy Gaines              | 3 de abril de 1981      | [ 1 ]       |
| 49.24  | Matt Biondi               | 6 de agosto de 1985     | [ 1 ]       |
| 48.95  | Matt Biondi               | 6 de agosto de 1985     | [ 1 ]       |
| 48.74  | Matt Biondi               | 24 de junho de 1986     | [ 1 ]       |
| 48.42  | Matt Biondi               | 10 de agosto de 1988    | [ 1 ]       |
| 48.21  | Alexander Popov           | 18 de junho de 1994     | [ 1 ] [ 2 ] |
| 48.18  | Michael Klim              | 16 de setembro de 2000  | [ 1 ] [ 2 ] |
| 47.84  | Pieter van den Hoogenband | 19 de setembro de 2000  | [ 1 ] [ 2 ] |
| 47.60  | Alain Bernard             | 21 de março de 2008     | [ 1 ] [ 2 ] |
| 47.50  | Alain Bernard             | 22 de março de 2008     | [ 1 ] [ 2 ] |
| 47.24  | Eamon Sullivan            | 11 de agosto de 2008    | [ 1 ] [ 2 ] |
| 47.20  | Alain Bernard             | 13 de agosto de 2008    | [ 1 ] [ 2 ] |
| 47.05  | Eamon Sullivan            | 13 de agosto de 2008    | [ 1 ] [ 2 ] |
| 46.91  | César Cielo               | 30 de julho de 2009     | [ 1 ] [ 2 ] |
| 46.86  | David Popovici            | 13 de agosto de 2022    | [ 3 ]       |
| 46.80  | Pan Zhanle                | 11 de fevereiro de 2024 |             |
| 46.40  | Pan Zhanle                | 31 de julho de 2024     | [ 4 ]       |

### Piscina curta (25 m)
| Tempo | Nadador         | Data                    | Ref.  |
| ----- | --------------- | ----------------------- | ----- |
| 48.20 | Michael Gross   | 11 de fevereiro de 1988 |       |
| 47.94 | Gustavo Borges  | 2 de julho de 1993      |       |
| 47.83 | Alexander Popov | 1 de janeiro de 1994    |       |
| 47.82 | Alexander Popov | 5 de janeiro de 1994    |       |
| 47.12 | Alexander Popov | 12 de março de 1994     |       |
| 46.74 | Alexander Popov | 19 de março de 1994     | [ 5 ] |
| 46.25 | Ian Crocker     | 27 de março de 2004     | [ 5 ] |
| 46.25 | Roland Schoeman | 22 de janeiro de 2005   | [ 5 ] |
| 45.83 | Stefan Nystrand | 17 de novembro de 2007  | [ 5 ] |
| 45.69 | Alain Bernard   | 7 de dezembro de 2008   | [ 5 ] |
| 45.12 | Amaury Leveaux  | 12 de dezembro de 2008  | [ 5 ] |
| 44.94 | Amaury Leveaux  | 13 de dezembro de 2008  | [ 5 ] |
| 44.84 | Kyle Chalmers   | 29 de outubro de 2021   | [ 6 ] |

## Recordes mundiais femininos

### Piscina longa (50 m)
| Tempo  | Nadadora           | Data                    | Ref.  |
| ------ | ------------------ | ----------------------- | ----- |
| 1:35.0 | Martha Gerstung    | 18 de outubro de 1908   |       |
| 1:26.6 | C. Guttenstein     | 2 de outubro de 1910    |       |
| 1:24.6 | Daisy Curwen       | 29 de setembro de 1911  |       |
| 1:20.6 | Daisy Curwen       | 10 de junho de 1912     |       |
| 1:19.8 | Fanny Durack       | 9 de julho de 1912      |       |
| 1:18.8 | Fanny Durack       | 21 de julho de 1912     |       |
| 1:16.2 | Fanny Durack       | 6 de fevereiro de 1915  |       |
| 1:14.4 | Ethelda Bleibtrey  | 23 de agosto de 1920    |       |
| 1:13.6 | Ethelda Bleibtrey  | 25 de agosto de 1920    |       |
| 1:12.8 | Gertrude Ederle    | 30 de junho de 1923     |       |
| 1:12.2 | Mariechen Wehselau | 19 de julho de 1924     |       |
| 1:10.0 | Ethel Lackie       | 28 de janeiro de 1926   |       |
| 1:09.8 | Eleanor Garatti    | 7 de agosto de 1929     |       |
| 1:09.4 | Albina Osipowich   | 25 de agosto de 1929    |       |
| 1:08.0 | Helene Madison     | 14 de março de 1930     |       |
| 1:06.6 | Helene Madison     | 20 de abril de 1931     |       |
| 1:06.0 | Willy den Ouden    | 9 de julho de 1933      |       |
| 1:05.4 | Willy den Ouden    | 24 de fevereiro de 1934 |       |
| 1:04.8 | Willy den Ouden    | 15 de abril de 1934     |       |
| 1:04.6 | Willy den Ouden    | 27 de fevereiro de 1936 |       |
| 1:04.5 | Dawn Fraser        | 21 de fevereiro de 1956 |       |
| 1:04.2 | Cocky Gastelaars   | 3 de março de 1956      |       |
| 1:04.0 | Cocky Gastelaars   | 14 de abril de 1956     |       |
| 1:03.3 | Dawn Fraser        | 25 de agosto de 1956    |       |
| 1:03.2 | Lorraine Crapp     | 20 de outubro de 1956   |       |
| 1:02.4 | Lorraine Crapp     | 25 de outubro de 1956   |       |
| 1:02.0 | Dawn Fraser        | 11 de dezembro de 1956  |       |
| 1:01.5 | Dawn Fraser        | 18 de fevereiro de 1958 |       |
| 1:01.4 | Dawn Fraser        | 21 de julho de 1958     |       |
| 1:01.2 | Dawn Fraser        | 10 de agosto de 1958    |       |
| 1:00.2 | Dawn Fraser        | 23 de fevereiro de 1960 |       |
| 1:00.0 | Dawn Fraser        | 23 de outubro de 1962   |       |
| 59.9   | Dawn Fraser        | 27 de outubro de 1962   |       |
| 59.5   | Dawn Fraser        | 24 de novembro de 1962  |       |
| 58.9   | Dawn Fraser        | 29 de fevereiro de 1964 |       |
| 58.9   | Shane Gould        | 30 de abril de 1971     |       |
| 58.5   | Shane Gould        | 8 de janeiro de 1972    |       |
| 58.25  | Kornelia Ender     | 13 de julho de 1973     |       |
| 58.12  | Kornelia Ender     | 18 de agosto de 1973    |       |
| 57.61  | Kornelia Ender     | 8 de setembro de 1973   |       |
| 57.54  | Kornelia Ender     | 9 de setembro de 1973   |       |
| 57.51  | Kornelia Ender     | 4 de julho de 1974      |       |
| 56.96  | Kornelia Ender     | 19 de agosto de 1974    |       |
| 56.38  | Kornelia Ender     | 14 de maio de 1975      |       |
| 56.22  | Kornelia Ender     | 26 de julho de 1975     |       |
| 55.73  | Kornelia Ender     | 1 de junho de 1976      |       |
| 55.65  | Kornelia Ender     | 19 de julho de 1976     |       |
| 55.41  | Barbara Krause     | 5 de julho de 1978      |       |
| 54.98  | Barbara Krause     | 20 de julho de 1980     |       |
| 54.79  | Barbara Krause     | 21 de julho de 1980     |       |
| 54.73  | Kristin Otto       | 19 de agosto de 1986    |       |
| 54.48  | Jenny Thompson     | 1 de março de 1992      |       |
| 54.01  | Jingyi Le          | 5 de setembro de 1994   |       |
| 53.80  | Inge de Bruijn     | 28 de maio de 2000      |       |
| 53.77  | Inge de Bruijn     | 20 de setembro de 2000  |       |
| 53.66  | Lisbeth Trickett   | 31 de março de 2004     |       |
| 53.52  | Jodie Henry        | 18 de agosto de 2004    |       |
| 53.42  | Lisbeth Trickett   | 31 de janeiro de 2006   |       |
| 53.30  | Britta Steffen     | 2 de agosto de 2006     |       |
| 52.88  | Lisbeth Trickett   | 27 de março de 2008     |       |
| 52.85  | Britta Steffen     | 25 de junho de 2009     |       |
| 52.56  | Britta Steffen     | 27 de junho de 2009     |       |
| 52.22  | Britta Steffen     | 26 de julho de 2009     |       |
| 52.07  | Britta Steffen     | 31 de julho de 2009     |       |
| 52.06  | Cate Campbell      | 2 de julho de 2016      |       |
| 51.71  | Sarah Sjöström     | 23 de julho de 2017     | [ 7 ] |

### Piscina curta (25 m)
| Tempo | Nadadora              | Data                   |       |
| ----- | --------------------- | ---------------------- | ----- |
| 53.46 | Franziska van Almsick | 6 de janeiro de 1993   |       |
| 53.33 | Franziska van Almsick | 10 de janeiro de 1993  |       |
| 53.01 | Jingyi Le             | 2 de dezembro de 1993  |       |
| 52.80 | Therese Alshammar     | 10 de dezembro de 1999 |       |
| 52.17 | Therese Alshammar     | 17 de março de 2000    |       |
| 51.91 | Lisbeth Lenton        | 8 de agosto de 2005    |       |
| 51.70 | Lisbeth Lenton        | 9 de agosto de 2005    |       |
| 51.01 | Lisbeth Trickett      | 10 de agosto de 2009   |       |
| 50.91 | Cate Campbell         | 28 de novembro de 2015 |       |
| 50.58 | Sarah Sjöström        | 11 de agosto de 2017   |       |
| 50.25 | Cate Campbell         | 26 de outubro de 2017  | [ 8 ] |